# NK Bagat Zadar
Nogometni klub Bagat (NK Bagat; Bagat) je bio nogometni klub iz Zadra, Zadarska županija.

## O klubu
Klub je osnovan kao NK "Metalac" pri Tvornici šivaćih strojeva "Vlado Bagat" 12. svibnja 1952., te je djelovanje kluba vezano uz tu tvornicu. U Nogometnom centru Zadar "Metalac" je uknjižen 22. veljače 1953. godine. Također te godine klub mijenja ime u "Bagat" (ponegdje se navodi i kao "Vlado Bagat"). 
 
1954. godine dolazi do ujedinjenja zadarskih klubova "Bagata", "Zadra" i "Arbanasa" u novi klub – "Slogu" (koja je 1958. postala "Zadar"). Tada je pri tvornici Vlado Bagat nogometna momčad reformirana kao "Metalac". "Metalac" je nastupao u Zadarskoj ligi, Prvenstvu Zadarskog podsaveza, a potom u Dalmatinskoj zoni, koja je bila liga trećeg stupnja prvenstva Jugoslavije. 
 Klub 1967. godine vraća naziv "Bagat", te tako djeluje do početka 1990-ih, kada se gasi. 
 Do kraja djelovanja klub je često nastupao u različitim oblicima Dalmatinske lige. 

Igralište "Bagata" je i dalje u funkciji, te ga koristi "NK Zadar" za treninge i utakmice mlađih uzrasta.

## Poznati igrači
- Jakov Pinčić
- Dado Pršo (mlađe selekcije)

## Poveznice
- kolekcionar.net, značka "NK Bagat"  Arhivirana inačica izvorne stranice od 29. kolovoza 2018. (Wayback Machine)